# NGC 3352
NGC 3352 is een lensvormig sterrenstelsel in het sterrenbeeld Leeuw. Het hemelobject werd op 19 maart 1880 ontdekt door de Franse astronoom Édouard Jean-Marie Stephan.

## Synoniemen
- UGC 5851
- MCG 4-25-48
- ZWG 124.61
- PGC 32025